# Young Ace
Young Ace (jap. ヤングエース, Yangu Ēsu) ist ein japanisches Manga-Magazin, das sich an junge Männer richtet und daher zur Seinen-Kategorie gezählt wird. Es erscheint seit dem 4. Juli 2009 monatlich bei Kadokawa Shoten. Die ersten neun Nummern (Vol. 1 bis Vol. 9) waren dabei Sonderausgaben der Gekkan Shōnen Ace und erst mit Ausgabe 5/2010 vom 3. April 2010 ein eigenständiges Magazin.
Das Young Ace startete unter anderem mit den Serien Neon Genesis Evangelion, die zuvor im Gekkan Shōnen Ace erschien, sowie MPD-Psycho und dem Manga zu Summer Wars.

## Serien (Auswahl)
- Ame & Yuki – Die Wolfskinder von Yū
- Another von Yukito Ayatsuji und Hiro Kiyohara
- Black Rock Shooter – Innocent Soul von Sanami Suzuki
- Blood Lad von Yūki Kodama
- Bungo Stray Dogs von Kafka Asagiri und Sango Harukawa
- Carole und Tuesday von Morito Yamataka
- Concrete Revolutio: Chōjin Gensō von Nylon
- Deaimon von Rin Asano
- Drug & Drop von Clamp
- Fate/Zero von Shinjiro
- Fūfu Ijō, Koibito Miman von Yūki Kanamaru
- ID: Invaded #Brake broken von Otaro Maijo und Yūki Kodama
- Inari, Konkon, Koi Iroha von Morohe Yoshida
- Isuca von Osamu Takahashi
- Kill la Kill von Ryō Akizuki
- Das Kind, das ich in meinen Träumen sah von Kei Sanbe
- Kurosagi Shitai Takuhaibin von Eiji Ōtsuka und Hōsui Yamazaki
- Kyōshoku Sōkō Guyver von Yoshiki Takaya
- Nagato Yuki-chan no Shōshitsu von Puyo
- Neon Genesis Evangelion von Yoshiyuki Sadamoto
- O/A von Keiji Watarai
- Panty & Stocking with Garterbelt von Tagro
- Sakurako-san no Ashimoto ni wa Shitai ga Umatteiru von Tō Mizuguchi
- Die Stadt, in der es mich nicht gibt von Kei Sanbe
- Sugar Apple Fairy Tale von Miri Mikawa und Yozora no Udon
- Summer Wars von Iqura Sugimoto
- Tajū Jinkaku Tantei Psycho von Eiji Ōtsuka und Sho-U Tajima
- Upotte!! von Kitsune Tennōji